# Asociación Pro Derechos Humanos de Andalucía
La Asociación Pro Derechos Humanos de Andalucía (APDHA) es una organización privada y sin ánimo de lucro que tiene como objetivo la defensa de los Derechos Humanos en Andalucía, así como apoyar a las víctimas de las violaciones de estos y sensibilizar a la sociedad sobre sus principios.
La asociación tiene su sede central en Sevilla y cuenta con delegaciones en todas las capitales de provincia andaluzas y otras importantes ciudades, desarrollando su actividad en diversas áreas de trabajo, como marginalidad, cárceles, inmigración, educación, etc. 